# Harry the Footballer
 (juillet 2025).
Pour plus de détails, voir Fiche technique et Distribution.
Harry the Footballer est un film britannique réalisé par Lewin Fitzhamon, sorti en 1911. 

## Synopsis
Harry, star du football, est enlevé par l'équipe adverse. Il s'évade avec l'aide de sa petite amie et dispute le match au cours duquel il marque le but décisif.

## Fiche technique
- Réalisation : Lewin Fitzhamon
- Production : Hepworth Manufacturing Company
- Producteur : Cecil Hepworth
- Durée : 11 minutes

## Distribution
- Hay Plum : Harry
- Gladys Sylvani : fille 1
- Jack Hulcup : le rival
- Claire Pridelle : fille 2

## Importance
C'est la première œuvre cinématographique de fiction consacrée au football.